# Oh Eun-seok
Dans ce nom coréen, le nom de famille, Oh, précède le nom personnel.
Oh Eun-seok, né le 2 avril 1983, est un escrimeur sud-coréen pratiquant le sabre.
Le plus grand fait d'armes de Oh Eun-seok, est une troisième place aux championnats du monde en 2007 à Saint-Pétersbourg. Il a aussi gagné deux tournois de coupe du monde

## Palmarès
- Jeux olympiques
  -  Médaille d'or par équipes aux Jeux olympiques d'été de 2012 à Londres
- Championnats du monde d'escrime
  -  Médaille de bronze au sabre aux Championnats du monde d'escrime 2007 à Saint-Pétersbourg
- Coupe du monde d'escrime
  - Vainqueur des tournois de Coupe du monde de Londres en 2004 et de Séoul en 2005.